# (608) Адольфина
(608) Адольфина (нем. Adolfine) — небольшой астероид главного пояса, который был открыт 18 сентября 1906 года германским астрономом Августом Копффом в обсерватории Хайдельберг и назван в честь Дженни Адольфине Кесслер, друга первооткрывателя.

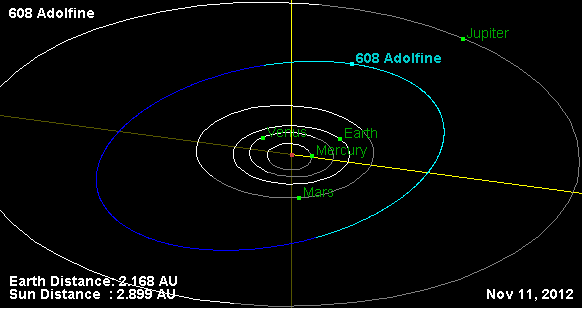
Орбита астероида Адольфина и его положение в Солнечной системе

Полученные кривые блеска этого астероида, помогли определить его период вращения, в процессе которого блеск этого тела меняется на 0,25 ± 0,05 m.